# Rożek Brzeziński
Rożek Brzeziński – wieś w Polsce położona w województwie wielkopolskim, w powiecie konińskim, w gminie Krzymów.
W latach 1975–1998 miejscowość położona była w województwie konińskim.
Zobacz też: Rożek